# Nils Stump
Pour les articles homonymes, voir Stump.
Nils Stump, né le 12 avril 1997, est un judoka suisse.

## Biographie
Nils Stump naît le 12 avril 1997. Il grandit à Uster, dans le canton de Zurich. Il a un frère cadet, aussi judoka.

## Parcours sportif
Il fait toujours partie de son club formateur, le Judo Club Uster, où ses parents l'ont inscrit à l'âge de 7 ans. Depuis 2017, il s'entraîne au Centre national de performance à Brugg, dans le canton d'Argovie. 
Il remporte la médaille de bronze aux Championnats d'Europe de judo 2021 à Lisbonne  dans la catégorie poids légers (moins de 73 kilos).
Il devient en octobre 2022 le premier Suisse à remporter un tournoi Grand Chelem en s'imposant en finale à Abou Dabi contre Giovanni Esposito, dans la catégorie poids légers.
Il remporte le titre de champion du monde au Qatar en 2023 dans la catégorie des moins de 73 kg face  à l'Italien Manuel Lombardo, sur disqualification de son adversaire (hansoku make). Il est le premier Suisse à remporter un titre mondial en judo.

## Palmarès

### Compétitions internationales
| Année | Compétition           | Lieu      | Résultat | Catégorie      |
| ----- | --------------------- | --------- | -------- | -------------- |
| 2021  | Championnats d'Europe | Lisbonne  | 3e       | Moins de 73 kg |
| 2023  | Championnats du monde | Doha      | 1er      | Moins de 73 kg |
| 2024  | Championnats du monde | Abou Dabi | 3e       | Moins de 73 kg |

### Tournois Grand Chelem et Grand Prix
| Année | Compétition  | Lieu      | Résultat | Catégorie      |
| ----- | ------------ | --------- | -------- | -------------- |
| 2018  | Grand Prix   | Tbilissi  | 3e       | Moins de 73 kg |
| 2020  | Grand Prix   | Tel Aviv  | 3e       | Moins de 73 kg |
| 2020  | Grand Chelem | Budapest  | 2e       | Moins de 73 kg |
| 2022  | Grand Chelem | Abou Dabi | 1er      | Moins de 73 kg |
| 2023  | Grand Chelem | Tel Aviv  | 1er      | Moins de 73 kg |
| 2023  | Grand Chelem | Tachkent  | 3e       | Moins de 73 kg |
| 2024  | Grand Chelem | Douchanbé | 1er      | Moins de 73 kg |